# Hawaii missione speciale
Hawaii missione speciale (titolo originale: One West Waikiki) è una serie televisiva poliziesca prodotta negli Stati Uniti dal 1994 al 1996, creata da Glen A. Larson e con protagonisti Cheryl Ladd e Richard Burgi.
La serie andò in onda per due stagioni per un totale di 20 episodi. Negli Stati Uniti fu trasmessa dalle emittenti CBS e Syndication: il primo episodio fu trasmesso il 4 agosto 1994, l'ultimo il 25 maggio 1996.
In Italia il telefilm è andato in onda su Rete 4.

## Descrizione
Dawn Holliday (Cheryl Ladd) è una patologa di Los Angeles, giunta alle Hawaii per una conferenza: sembra trattarsi solo di una breve trasferta, ma ben presto si trova a indagare su misteriosi casi di omicidio insieme al Det. Mack Wolfe (Richard Burgi).